# Последњи мост
Последњи мост је југословенски филм, снимљен 1954. године у режији Хелмута Којтнера.

## Радња
Немачка болничарка Хелга, која је заробљена у ослободилачком рату, присиљена је да помаже рањеним партизанским борцима. Када се боље упознала са идејама и циљевима за које се партизани боре, она почиње добровољно и са пуно ентузијазма да извршава свој првобитно наметнути задатак. Хелга тада олако прелази и преко своје националности. У једној акцији прибављања лекова за рањенике, Хелга гине, и то на последњем мосту, после чега стране у сукобу обустављају ватру.

## Улоге
| Глумац          | Улога         |
| --------------- | ------------- |
| Марија Шел      | Др. Хелга     |
| Бернхард Вики   | Боро          |
| Барбара Рутинг  | Милица        |
| Павле Минчић    | Момчило       |
| Звонко Жунгул   | Сава          |
| Јанез Врховец   | Влахо         |
| Бата Стојановић | Партизан      |
| Стево Петровић  | Ратко         |
| Карл Менер      | Мартин Бергер |

Комплетна филмска екипа  ▼
| Редитељ                   | Хелмут Којтнер      |                                      |
| Сценариста                | Хелмут Којтнер      |                                      |
| Сценариста                | Норберт Кунзе       |                                      |
| Сценариста                | Хелмут Ашли         | (додатни материјал) (као Ашли)       |
| Сценариста                | Танасије Младеновић | (додатни материјал) (као Младеновић) |
| Сценариста                | Радош Новаковић     | (додатни материјал) (као Новаковић)  |
| Сценариста                | Столе Јанковић      | (додатни материјал) (као Јанковић)   |
| Сценариста                | Густав Гаврин       | (додатни материјал) (као Гаврин)     |
| Продуцент                 | Карл Сзокол         | продуцент                            |
| Композитор                | Карл Де Гроф        |                                      |
| Директор фотографије      | Елио Карниел        |                                      |
| Монтажер                  | Хермина Дитхелм     | (као Херма Дитхелм)                  |
| Монтажер                  | Паула Дворак        |                                      |
| Сценограф                 | Коста Кривокапић    | (као Кривокапић)                     |
| Сценограф                 | Ото Пишингер        |                                      |
| Сценограф                 | Волф Вицман         |                                      |
| Менаџер продукције        | Карл Сзокол         | директор филма                       |
| Помоћник режије           | Ерика Балки         | помоћник редитеља                    |
| Помоћник режије           | Густав Гаврин       | ко—редитељ: Југославија              |
| Помоћник режије           | Хорст Хäчлер        | помоћник редитеља                    |
| Помоћник режије           | Дејан Косановић     | помоћник редитеља                    |
| Одсек за звук             | Оскар Некут         | тонски сарадник                      |
| Одсек за камеру и расвету | Јулиус Јонак        | сниматељ                             |
| Одсек за камеру и расвету | Херманн Мерот       | фотограф                             |
| Location Management       | Фред Коллханек      | менаџер локације                     |
| Остала екипа              | Ђино Вимер          | асистент продукције                  |